# 邴姓
邴姓是一個中文姓氏，在《百家姓》中排第214位。

## 起源
邴姓起源傳說有兩個原因：
- 一、根據《通志·氏族略·以邑為氏》所載，春秋時晉大夫邴豫，食邑於邴，因以為氏。在同时期的齐国也有一个同名的邴邑。后来有些人去掉了偏旁，写作丙姓。

- 二、邴亦作枋，為泰山下邑，居此者以為氏。齊國亦有邴邑，而亦有邴氏。據《左傳》載齊國大夫邴意茲，《史記》作秉意茲，可見邴氏與秉氏相通。《路史》載：楚公族有秉氏。《通志·氏族略》載：漢有秉寬。

## 地望分佈
- 山東省曲阜、泗水一帶
- 山西省臨汾縣西南
- 山東省日照莒縣一帶

## 延伸阅读
[在维基数据编辑]
 《百家姓》
 《欽定古今圖書集成·明倫彙編·氏族典·邴姓部》，出自陈梦雷《古今圖書集成》